# Roes Creek Campground Camptender's Cabin
La Roes Creek Campground Camptender's Cabin est une cabane américaine à Rising Sun, dans le comté de Glacier, au Montana. Protégée au sein du parc national de Glacier, cette cabane en rondins a été construite dans le style rustique du National Park Service en 1937. Elle est inscrite au Registre national des lieux historiques depuis le 4 avril 1996.